# Pearisburg
Pearisburg är administrativ huvudort i Giles County i Virginia. Vid 2010 års folkräkning hade Pearisburg 2 786 invånare.